# Изгнание (фильм, 2020)
«Изгнание» (нем. Exil) — немецко-бельгийская драма 2020 года, снятая в Германии. Режиссёром фильма выступил Визар Морина. Фильм рассказывает о проблемах ксенофобии в Германии. Он был удостоен ряда наград на различных кинофестивалях и был потенциальным кандидатом на выдвижение на премию «Оскар» в 2021 году.

## Сюжет
Албанец Джафер давно перебрался из Косово в Германию. Он живёт размеренной жизнью обычного немецкого гражданина — работает в хорошей компании, женат на немке (хотя и изменяет ей с уборщицей-албанкой), у него 2 маленькие дочки, а совсем недавно жена родила ему сына. Однако он уже давно замечает что кто-то хочет навредить ему. Кто-то подбрасывает ему в дом мёртвых крыс (а он страдает земмифобией), мешает продвижению на работе, а в какой-то момент неизвестный поджигает пустую коляску его сына.

## В ролях
- Мишель Матичевич — Джафер
- Сандра Хюллер — жена Джафера
- Райнер Бок — Урс
- Флоня Кодели — уборщица

## Критика
Фильм был высоко оценён критиками. Аллан Хантер (журнал «Screen») отмечает: «Конечным результатом стал фильм, в котором затрагиваются серьезные проблемы, в то же время оценивая все страдания и абсурдность человеческого поведения».